# چارلز سیمور رایت
چارلز سیمور رایت (انگلیسی: C. S. Wright; ۷ آوریل ۱۸۸۷ – ۱ نوامبر ۱۹۷۵) ملقب به سیلاس رایت کاوشگر اهل کانادا و از اعضای سفر اکتشافی گروه اعزامی ترا نووا به رهبری رابرت فالکون اسکات در جنوبگان در سال‌های ۱۹۱۰ تا ۱۹۱۳ بود.
وی همچنین برندهٔ جوایزی همچون لژیون دونور، نشان حمام و نشان امپراتوری بریتانیا شده‌است.